# Jacques Hanegraaf
Jacques Hanegraaf (Rijsbergen, 14 de diciembre de 1960) es un exciclista neerlandés. Fue profesional de 1981 a 1994.

## Palmarés
1980
- Ronde van Midden-Nederland

1981
- Campeonato de Holanda en Ruta

1982
- París-Bruselas
- G. P. Kanton Aargau

1983
- 1 etapa de la Semana Catalana
- 1 etapa de la Étoile des Espoirs
- 1 etapa de la Estrella de Bessèges

1984
- 1 etapa de la Vuelta a los Países Bajos
- Amstel Gold Race
- Acht van Chaam
- Clasificación de esprints intermedios del Tour de Francia

1985
- Campeonato de Holanda en Ruta
- 1 etapa de la Vuelta a los Países Bajos

1988
- 1 etapa de la Volta a Cataluña

1989
- 1 etapa del Tour de la CEE
- Grand Prix de la Libération (Con el equipo TVM)

1992
- Veenendaal-Veenendaal

## Resultados en las grandes vueltas y Campeonatos del Mundo
| Carrera         | 1981 | 1982 | 1983 | 1984  | 1985 | 1986 | 1987 | 1988  | 1989  | 1990 | 1991 | 1992 | 1993 |
| --------------- | ---- | ---- | ---- | ----- | ---- | ---- | ---- | ----- | ----- | ---- | ---- | ---- | ---- |
| Giro de Italia  | -    | -    | -    | -     | -    | -    | -    | -     | -     | Ab.  | -    | -    | -    |
| Tour de Francia | -    | -    | -    | 101.º | -    | -    | -    | 119.º | 129.º | -    | -    | -    | -    |
| Vuelta a España | -    | -    | -    | -     | -    | -    | -    | -     | -     | -    | Ab.  | -    | -    |
| Mundial en Ruta | Ab.  | -    | -    | Ab.   | Ab.  | -    | -    | -     | -     | -    | -    | -    | -    |